# 荒神山の喧嘩
荒神山の喧嘩（こうじんやまのけんか）は、慶応2年（1866年）4月8日に伊勢国荒神山（現鈴鹿市高塚町観音寺）で起きた博徒同士の私闘。講談の神田伯山、浪曲の広沢虎造の次郎長伝で有名。

## 経緯
1. ともに伊勢の博徒である神戸長吉（かんべのながきち）と穴太徳（あのうとく）の間に縄張り争いが起き、神戸と助っ人22名に対して穴太徳の一家とその助っ人（黒駒党含む）130余名が荒神山に激突。
2. 神戸側の助っ人であった吉良の仁吉の死の報に兄弟分の清水次郎長は東海道の博徒480余名を動員。伊勢の神社湾（かみやしろわん）に2隻の船を乗りつけて安濃徳と後盾である伊勢古市の丹波屋伝兵衛に決戦を挑むが両者とも謝罪したため和議をする。
3. 清水一家と穴太徳の正式な和解は明治の2年頃行われたとされる。

## 詳細

### 日時・場所・中心人物
（日時・場所）1866年4月6日:加佐登神社の高市と4月8日:高神山観音寺の高市
（神戸側）神戸長吉、吉良仁吉、大政（安濃徳側）角井門之助

### 「東海遊侠伝」の説明
吉良の仁吉は大政と諮り寺津（現西尾市）から四日市（四日市市）へ4月6日に海路より上陸した。この日は加佐登神社の高市（祭礼。恒例として賭博場も施設される）であり仁吉、大政は
- 加佐登神社と高神山観音寺の高市は長吉の縄張りであるためこれを安濃徳は返すこと。
- 安濃徳側に黒駒党が応援についたためこれを叩くことが目的で遠征したと土地の博徒に説明している。

要するに賭博場を開いた瞬間に殴り込むという脅しであり、喧嘩の勝ち負けに関わらず安濃徳は面子を潰されるということになる。運営準備を放棄した安濃徳側は高神山に上り臨戦態勢に入る。戦争突入に土地の実力者である三好屋、守屋（共に岡っ引）は仲裁に入り穴太徳は山から降り、仁吉たちは加佐登神社の参詣を済ませた。
庄野（現鈴鹿市）に安濃徳の舎弟、門之助が駐屯。石薬師（現鈴鹿市）に仁吉らが引き上げると仲裁工作が行なわれるが結論は出ず、8日朝に三好屋たちが仲裁から手を引く。
仁吉たちが高神山に向かうと門之助たちはすでに山に上っており喧嘩状を仁吉たちへ届け闘争が開始された。

## (2)の詳細

### 日時・場所・中心人物
(日時・場所)慶応2年だが不詳。神社湾、古市。他不詳な点多し
(神戸側)清水次郎長(安濃徳側）穴太徳、丹波屋伝兵衛(仲裁側）小幡周五郎、白根清蔵

## (3)の詳細

### 日時・場所・中心人物
(日時・場所)日時不詳な点多し。
(清水側)清水次郎長（安濃徳側）穴太徳（仲裁側）紬の文吉、長楽寺清兵衛

### 「東海遊侠伝」の説明
なし